# Crossodactylus dispar
Crossodactylus dispar är en groddjursart som beskrevs av Lutz 1925. Crossodactylus dispar ingår i släktet Crossodactylus och familjen Hylodidae. IUCN kategoriserar arten globalt som otillräckligt studerad. Inga underarter finns listade i Catalogue of Life.